# Reynoldsburg
Reynoldsburg é uma cidade localizada no estado norte-americano do Ohio, no Condado de Fairfield e Condado de Franklin e Condado de Licking.

## Demografia
Segundo o censo norte-americano de 2000, a sua população era de 32.069 habitantes.
Em 2006, foi estimada uma população de 33.078, um aumento de 1009 (3.1%).

## Geografia
De acordo com o United States Census Bureau tem uma área de 27,4 km², dos quais 27,4 km² cobertos por terra e 0,0 km² cobertos por água. Reynoldsburg localiza-se a aproximadamente 331 m acima do nível do mar.

## Localidades na vizinhança
O diagrama seguinte representa as localidades num raio de 12 km ao redor de Reynoldsburg.